# Kleiner Kösslbach
Der Kösslbach (auch in der Schreibweise Kößlbach, Kesslbach und Kesselbach, Kleiner K. in Abgrenzung zum Kösslbach bei Freinberg) ist ein kleiner Bach zur Donau mit 14,5 km Länge im Sauwald, einer waldreichen Gegend im nordwestlichen Oberösterreich. Das Tal des Kleinen Kößlbaches ist ein Naturschutzgebiet.

## Lauf und Landschaft
Der Bach entspringt bei der Ortschaft Reiting (Gemeinde Sankt Aegidi), an der Gemeindegrenze Engelhartszell/St. Aegidi, am Feichtberg auf etwa 640 m ü. A., und fließt in südöstlicher Richtung über das Sauwaldplateau, nimmt den Klaffenbach (ebenfalls vom Feichtberg) auf, und führt am Rand des Hörzinger Walds entlang, wo er die Gemeindegrenze zu Natternbach bildet. Er biegt dann bei Straß ob St. Sixt, einer Ortschaft der Gemeinde Neukirchen am Walde, nach Norden. Ab Sittling, Gemeinde Waldkirchen am Wesen, wo auch der Perlbach (mit Moserbach) von Sankt Aegidi her mündet, tieft er sich in eine Klamm, die die Gemeindegrenze zu Waldkirchen und dann wieder Engelhartszell bildet, und mündet auf 284 m oberhalb von Wesenufer mit dem Bärenbach in die Donau.
In der Klamm liegt die Burgruine Harchheim, auch Ruine Burgstall bezeichnet.

## Naturschutzgebiet
Das Naturschutzgebiet Tal des Kleinen Kößlbaches (Listeneintrag) umfasst den Unterlauf des Kleinen Kößlbaches und ist mit 67,2427 Hektar ausgewiesen. Es liegt auf Gemeindegebiet von St. Aegidi, Neukirchen a.W. und Engelhartszell, und wurde 1996 festgelegt.
Unterschutzgestellt sind die „überwiegend naturnahen Waldtypen (Buchen-, Eichen-Hainbuchen-, Linden-Block- und Schluchtwälder) auf steilen, block- und felsreichen Talflanken.“ Das Schutzgebiet liegt auch vollständig im Europaschutzgebiet Oberes Donau- und Aschachtal, und gehört zur oberösterreichischen Raumordnungseinheit Donauschlucht und Nebentäler.